# Тачка нула момента
Тачка нула момента (енгл. Zero-Moment Point Theory, ZMP) је теорија чији је творац професор Миомир Вукобратовић. Теорија тачке нула момента или скраћено ZMP, може се разумети као тачка унутар ослоначке површине, изузимајући ивице, у којој делује укупна реакција подлоге и за коју су моменти у хоризонталној равни свих сила које делују на неки локомоциони систем једнаки нули. 

## Теорија
Један од највећих доприноса професора Вукобратовића у области локомоције било је истраживање и увођење појма ZMP-а, односно Теорије тачке нула момента. У јануару 1968. године Вукобратовић је на Трећем интернационалном конгресу теоријске и примењене механике у Москви први пут представио концепт који је у својим радовима у периоду између 1970. и 1972. године назвао Теорија тачке нула момента (ZMP, енгл. Zero-Moment Point Theory).
Теоријом је успешно решен проблем начина на који хуманоидни, бипедални роботи могу да ходају и одржавају равнотежу приликом ходања. Име је добила по тачки на стопалу где је резултантни моменат свих сила једнак нули.
Вукобратовић је приметио да када човеку нога утрне, не може нормално ходати иако сви сензорски системи и даље функционишу нормално и непромењено. На основу овог примера закључио је да је сила реакције подлоге веома значајна за ход. На интензитет и положај силе рекације подлоге утиче кретање било ког бипедалног система. Човек то осећа и на основу те информације подешава кретање целокупног локомоционог система, тако да систем стоји усправно и креће се на жељени начин. Уколико систем реализује очекивано кретањем очигледно је да се нападна тачка реакције подлоге налази на жељеној позицији унутар ослоначке површине. На основу тога закључено је да је примарни задатак локомоционог система да спречи пад, тј. да очува динамички баланс, а затим да реализује ход. Управо ZMP омогућава реализацију тих задатака. Уколико се у ZMP постави координатни систем тако да се две осе, нпр. x и y оса налазе у равни подлоге, тада важи да су моменти свих сила које делују на систем једнаке нулиː Mx = 0 и My = 0.
Теорија тачке нула момента се може разумети и као тачка унутар ослоначке површине, изузимајући ивице, у којој делује укупна реакција подлоге и за коју су моменти у хоризонталној равни свих сила које делују на неки локомоциони систем једанки нули. То значи да се ZMP не може налазити изван ослоначке површине јер се ни реакција подлоге не може налазити изван ње.
Улога теорије у бипедалној локомоцији може бити двојака. Прва је везана за синтезу кретања, односно дефинисање кретања свих зглобова система, а друга улога је везана за управљање, односно одржавање кретања. Једна од карактеристика локомоционих система је да имају велики број зглобова које је потребно истовремено покретати, тако да буде стално „на ногама“ и динамички балансиран, а да са друге стране човек може обављати и друге жељене радње и фунционалне покрете. Овај проблем је решен увођењем такозаног полуинверзивног метода. Овај метод подразумева да се делу система задаје кретање тако да је обезбеђена функционалност, а за остатак система кретање се срачунава тако да се задовољи услов динамичког баланса и поновљивости. Кретање ногу и жељени положај ZMP-а се задају, а кретање трупа се срачуна тако да ZMP буде на предвиђеном месту у оквиру ослоначке површине и да буду испуњени услови поновљивости за труп. За жељени положај ZMP-а мора бити испуњен услов Mx = 0 и My = 0. Овако срачунато кретање назива се номиналним кретањем.

## Употреба
Док се у Лабораторији за роботику интензивно радило на теорији, у свету нису постојали хуманоидни роботи. Професор Вукобратовић је био уверен да је Теорија тачке нула момента променила свет роботике. Тек након 16 година, тачније 1984. године теорија је доживела практичну примену и то у Лабораторији Ићира Като на Васеда Универзитету, на роботу WL-10RD.
Исте године у Като лабораторији у Јапану, помоћу Теорије тачке нула момента израђена је тродимензинална графика за ходајућег робота. Интерактивни софтверски систем који омогућава анализу ZMP-а назива се Walk Master. Написан је и креиран за персоналне рачунаре за потребе анализирања и осмишљавања локомоције бипедалних робота. Систем врши анализу ZMP-а, бипедалног кретања робота и на основу анализе комбинује кретање са карактеристикама активатора робота на тродимензионалној графици.
Теорија и полуинверзни метод коришћени су у даљим истраживањима. Године 1986. др Ићиро Като и његови сарадници први су релизовали динамичку компензацију хода са телом на роботу WL-12. Истраживачи из Хонде (енгл. Hondа) из Wako истраживачког центра представили су Хондиног хуманоидног робота – Asimo, који се заснива на овој теорији.